# Vince Gill
Vincent Grant "Vince" Gill (Norman, Oklahoma; 12 de abril de 1957) es un cantante, compositor y músico de música country estadounidense que desde 2017 es miembro de la banda estadounidense Eagles tras la muerte de Glenn Frey. Ha alcanzado el éxito comercial y la fama tanto como líder de la banda de rock country Pure Prairie League en la década del 70 como solista a partir de 1983. Gracias a su talento como vocalista y músico ha sido invitado recurrentemente como vocalista invitado y para dúos.
Ha grabado más de 20 álbumes de estudio, ha incluido más de 40 sencillos en las listas de Billboard de EE. UU. como Hot Country Songs y ha vendido más de 26 millones de álbumes. Ha sido honrado por la Asociación de Música Country con 18 premios CMA, incluidos dos premios al artista del año y cinco premios al vocalista masculino. A partir de 2022, Gill también ganó 22 premios Grammy, más que cualquier otro artista masculino de música country. En 2007 fue incluido en el Museo y Salón de la Fama del Country. En 2016, Joe Walsh de Eagles presentó a Gill como nuevo miembro del Guitar Center Rock Walk.

## Biografía

### Primeros años
Gill nació en Norman, Oklahoma. Tiene un medio hermano materno mayor, Bob Coen.
Su padre, J. Stanley Gill, era abogado y juez de derecho administrativo, tocaba a tiempo parcial en una banda de música country y animó a Gill a seguir una carrera musical. Su padre lo animó a aprender a tocar el banjo y la guitarra, lo que hizo junto con el bajo, la mandolina, el dobro y el violín.
Gill asistió a la escuela secundaria en la Northwest Classen High School de la ciudad de Oklahoma. Mientras estuvo allí, jugó en el equipo de golf e interpretó bluegrass en la banda Mountain Smoke, que logró un gran número de seguidores locales. Después de graduarse de la escuela secundaria en 1975, se mudó a Louisville, Kentucky para unirse a la banda Bluegrass Alliance. Luego pasó un breve período de tiempo en la banda Boone Creek de Ricky Skaggs antes de mudarse a Los Ángeles para unirse a Sundance, un grupo de bluegrass liderado por el violinista Byron Berline.

### Carrera
Gill debutó en la escena nacional con la banda de country rock Pure Prairie League en 1979, apareciendo en el álbum de esa banda Can't Hold Back. Es el cantante principal de su canción "Let Me Love You Tonight". Mark Knopfler lo invitó a unirse a Dire Straits, pero rechazó la oferta (aunque cantó como respaldo en el álbum de Dire Straits, On Every Street).
Gill dejó Pure Prairie League en 1981 para unirse a Cherry Bombs, la banda de soporte de Rodney Crowell. Allí trabajó con Tony Brown y Emory Gordy Jr., quienes posteriormente producirían muchos de sus álbumes. Grabó un álbum de bluegrass, Here Today, con David Grisman y amigos antes de firmar un contrato en solitario con RCA, con quien logró cierto éxito, incluidos los sencillos "Victim of Life's Circumstance" (U.S. Country Top 40) y Country Top Ten con "If It Weren't for Him", "Oklahoma Borderline" y "Cinderella". Sin embargo, sus álbumes solo lograron ventas moderadas y en 1989, Gill dejó RCA para firmar con MCA Records. Aquí, reunido con Tony Brown como productor, vendió más de un millón de copias de su debut en el sello, When I Call Your Name de 1989, del cual varias canciones, incluida la canción principal, llegaron al Top Ten / Top Twenty de las listas de Country de EE. UU. A esto le siguieron los álbumes igualmente exitosos, Pocket Full of Gold (1991) y I Still Believe in You, de los cuales la canción que da el nombre al disco fue U.S. Country N.º 1.
A lo largo de la década de 1990 y hasta la década de 2000, Gill continuó lanzando álbumes de gran éxito, aprovechando la calidad virtuosa de su forma de tocar la guitarra eléctrica y acústica, su voz de tenor pura, alta y conmovedora, y la excelente calidad de su composición. Según su biografía en AllMusic, Gill ha ganado más premios CMA que cualquier otro artista en la historia, y, a partir de 2018, también ha ganado 22 premios Grammy, lo que representa la mayor cantidad para un artista country. 
Gill ha sido miembro de Grand Ole Opry desde el 10 de agosto de 1991. Celebró su 25.º aniversario de Opry con un espectáculo tributo el 13 de agosto de 2016.
En 1997, recibió el premio Golden Plate de la American Academy of Achievement.
En 2010, Gill se unió oficialmente al grupo de swing country The Time Jumpers.